# Hebreeuwse Wikipedia
De Hebreeuwse Wikipedia (Hebreeuws: ויקיפדיה: האנציקלופדיה החופשית, HaEntziklopedia HaChofsjiet) is een uitgave in de Hebreeuwse taal van de online encyclopedie Wikipedia.
De Hebreeuwse Wikipedia ging op 8 juli 2003 van start en telt meer dan 227.000 artikelen (juli 2018).